# Đặng Thúc Liêng
Đặng Thúc Liêng (1867-1945), khi sinh ra có tên là Huân (hoặc Huẫn), đến năm 18 tuổi lấy biệt hiệu là Trúc Am, từ năm 30 tuổi về sau mới lấy tên là Đặng Thúc Liêng, và lấy các bút hiệu là Mộng Liêm, Lục Hà Tẩu.
Ông là thầy thuốc, là soạn giả và là nhà văn tiên phong ở Nam Bộ (Việt Nam).

## Tiểu sử
Đặng Thúc Liêng sinh năm Đinh Mão (1867) ở làng Tân Phú, quận Hốc Môn, tỉnh Gia Định (nay thuộc Thành phố Hồ Chí Minh). 
Cha ông là Đặng Văn Duy, có công lao chống Pháp tại mặt trận Gia Định. Sau khi Đại đồn Chí Hòa thất thủ (tháng 2 năm 1861), ông ra làm Án sát tỉnh Bình Thuận, rồi mất tại đây, được đưa về an táng nơi quê nhà (Hốc Môn, Gia Định).
Thuở nhỏ, Đặng Thúc Liêng học chữ Hán, chữ Quốc ngữ và tự học chữ Pháp. Ngoài ra, ông còn theo học nghề Đông y.
Thời vua Đồng Khánh (1885-1889), triều đình lập Nha Thông Thương giao cho Phan Tôn (con Phan Thanh Giản) phụ trách. Do tình thầy trò (trước đây Phan Tôn có dạy ông), nên ông được cử sang Hương Cảng (Hồng Kông) để mở trụ sở mậu dịch với Trung Quốc.
Từ năm 1887 đến năm 1888, công cuộc làm ăn của ông phát triển. Ở đây, ông đã có những cuộc bút đàm, thảo luận với các nhà cách mạng Trung Quốc như: Khang Hữu Vi, Lương Khải Siêu, Hồ Hán Dân... Chịu ảnh hưởng tư tưởng đổi mới của họ, Đặng Thúc Liêng đề nghị triều đình tuyển thanh niên xuất ngoại du học để sau này trở về canh tân nước nhà, nhưng không được triều đình nghe theo.
Bất đắc chí, Đặng Thúc Liêng xin từ quan rồi về Gia Định làm nghề Đông y tại tiệm Nam Thọ Xuân. Năm 1890, Đặng Thúc Liêng viết một loạt bài đề cao tư tưởng cấp tiến của Voltaire, Jean Jacques Rousseau, Abraham Lincoln..., rồi gửi đăng trên báo Nông Cổ mín đàm (Trong chén trà bàn chuyện nông thương) do Lương Khắc Ninh làm chủ bút.
Khoảng năm 1900, Đặng Thúc Liêng tham gia hoạt động với nhóm Trần Chánh Chiếu, cùng ra sức vận động cuộc duy tân tự cường để cho đất nước sớm thoát khỏi cảnh đói nghèo và ách thực dân. 
Năm 1907, ông là thành viên tích cực của phong trào Minh Tân do Trần Chánh Chiếu đứng đầu. Theo nhà văn Sơn Nam, thì mục đích của đoàn thể này là:
Phát triển công thương nghiệp, mở mang trường học, sửa đổi phong tục là những vấn đề tương quan nhau để đạt mục đích sau cùng là đánh đổ ách thống trị của thực dân Pháp, thành lập chế độ quân chủ lập hiến, tôn Kỳ Ngoại hầu Cường Để làm vua.
Vì vậy, khi nhà cầm quyền Pháp dò la được chủ ý trên liền ra lệnh bắt giam Trần Chánh Chiếu (tháng 10 năm 1908), thì Đặng Thúc Liêng và nhiều đồng chí khác cũng phải vào tù. Sau mấy tháng bị giam cầm, ông được tha nhờ sự can thiệp của hai công chức Pháp cấp tiến mà ông đã dạy chữ Hán cho họ trước đây.
Ra tù, Đặng Thúc Liêng về quê vợ (vợ ông là bà Nguyễn Thị Nhơn) là làng Tân Qui Đông, tỉnh Sa Đéc (nay là tỉnh Đồng Tháp). Sau đó, ông lập tiệm thuốc bắc Phước Hưng Đông ở làng Vĩnh Phước (nay là chợ Sa Đéc), và cất một rạp hát nhỏ cũng ở tại đây (khoảng 1910), tạo điều kiện cho nghệ thuật hát bội và ca ra bộ (cải lương thời sơ khai) phát triển. Vở tuồng ca ra bộ Gia Long tẩu quốc (trong đó có đoạn chúa Nguyễn Ánh, nhờ Bá Đa Lộc cầu viện Pháp) và Pháp Việt nhất gia (Pháp Việt một nhà) đều được ông soạn trong khoảng thời gian này.
Năm 1911, Đặng Thúc Liêng giao tiệm thuốc và sản nghiệp ở Sa Đéc cho vợ, rồi ông về Sài Gòn tiếp tục cộng tác với các báo: Nông Cổ mín đàm, Lục tỉnh tân văn, Công luận báo, Đông Pháp thời báo, Trung lập, Đại Việt tập chí...
Kể từ đây, ông thường đi rong chơi từ Nam chí Bắc, nổi tiếng là người hào hoa phong nhã. Năm 1926, nhiều tỉnh ở Bắc Kỳ bị vỡ đê, lâm vào nạn đói. Ông liền thảo bài Quốc văn hồn (Hồn quốc văn) để kêu gọi cứu tế.
Năm 1931, ông ra tờ Việt Dân báo. Năm 1934, ông đứng ra lập Việt Nam Y Dược hội. Khoảng năm 1944, ông cùng với Lê Phát Vĩnh xuất bản tuần báo Đông phong.
Ngày 9 tháng 3 năm 1945, quân Nhật Bản làm cuộc đảo chính Pháp trên toàn cõi Đông Dương, nhưng không bao lâu thì bị quân Đồng minh đến giải giáp. Thấy tình hình có nhiều biến động, Đặng Thúc Liêng rời Sài Gòn về lại làng Tân Qui Đông (Sa Đéc).
Ngày 16 tháng 8 năm 1945, Đặng Thúc Liêng mất vì bệnh, hưởng thọ 78 tuổi.

## Tác phẩm
Các tác phẩm văn thơ của Đặng Thúc Liêng đã xuất bản:
- Tâm quyển giải (Cởi tấm lòng).
- Tâm bổn mễ thương (Gốc của chữ tâm là ở thóc gạo).
- Quốc văn hồn (Hồn quốc văn).
- Nhân hoà Thiền hội (Người và Thiền gặp gỡ).
- Canh hoang biến pháp (biến pháp cài cấy khẩn hoang).
- Cao hoàng đế diễn ca (Diễn ca về Hoàng đế Gia Long).
- Trương Vĩnh Ký hành trạng (Hành trạng Trương Vĩnh Ký).
- Hán văn thi tập (Tập thơ chữ Hán).
- Việt âm thi tập (Tập thơ quốc âm).

Sách viết về nghề y, có:
- Trí y tiện dụng (Tiện dùng cho người hết mình với nghề y).
- Chủng mạch tân biên (Biên soạn mới về mệnh mạch giống nòi).

Và hai vở tuồng ca ra bộ là:
- Gia Long tẩu quốc (Gia Long bôn ba vì nước).
- Pháp Việt nhất gia (Pháp Việt một nhà).

## Nhận xét
Nhà nghiên cứu Nguyễn Q. Thắng, viết:
Đặng Thúc Liêng là một nhà văn tiên phong ở Nam Bộ. Hầu hết các tác phẩm của ông đều đặt nặng vấn đề quốc hồn và có tác dụng cổ võ tinh thần dân tộc Việt. Ông là một trong những người có công đầu trong giai đoạn chữ Quốc ngữ bắt đầu có địa vị trong sinh hoạt văn hoá ở miền Nam hồi cuối thế kỷ 19.

## Thơ tự trào
Bài thơ Tự trào dưới đây thể hiện cả tính và quan niệm sống của tác giả, tức Đặng Thúc Liêng:
Họ đồn Đặng Thúc Liêng chơi quá lố,
Có hay không? Giả ngộ đó mà thôi!
Gẫm bao lâu sống sót trên đời,
Nhịn hóa dại, chơi đi, kẻo uổng!
Nhưng trách nhiệm chớ nên bỏ luống,
Đức tài rèn đem cống hiến nhân dân.
Làm sao cũng giữ tinh thần,
Có giải trí, ăn, mần mới giỏi...

## Sách tham khảo
- Sơn Nam, Miền Nam đầu thế kỷ 20-Thiên Địa hội và Cuộc Minh Tân. Nhà xuất bản Trẻ, 2004.
- Nguyễn Q. Thắng, mục từ Đặng Thúc Liêng trong Từ điển văn học (bộ mới). Nhà xuất bản Thế giới, 2004.
- Nguyễn Q. Thắng-Nguyễn Bá Thế, Từ điển nhân vật Việt Nam. Nhà xuất bản Khoa học xã hội, Hà Nội, 1992.